# Пуйва (приток Щекурьи)
Пуйва — река в Берёзовском районе Ханты-Мансийского автономного округа. Устье находится у заброшенного посёлка Усть-Пуйва, в 65 км по правому берегу реки Щекурья. Длина реки составляет 27 км. В 7 км от устья, по левому берегу впадает Малая Пуйва.

## Данные водного реестра
По данным государственного водного реестра России относится к Нижнеобскому бассейновому округу, водохозяйственный участок реки — Северная Сосьва, речной подбассейн реки — Северная Сосьва. Речной бассейн реки — (Нижняя) Обь от впадения Иртыша.
Код объекта в государственном водном реестре — 15020200112115300026639.